# Santa Maria de Valldonzella
El monestir de Santa Maria de Valldonzella és un conjunt arquitectònic situat al carrer del Císter, al barri de Sant Gervasi - la Bonanova de Barcelona, catalogat com a bé cultural d'interès local.

## Història

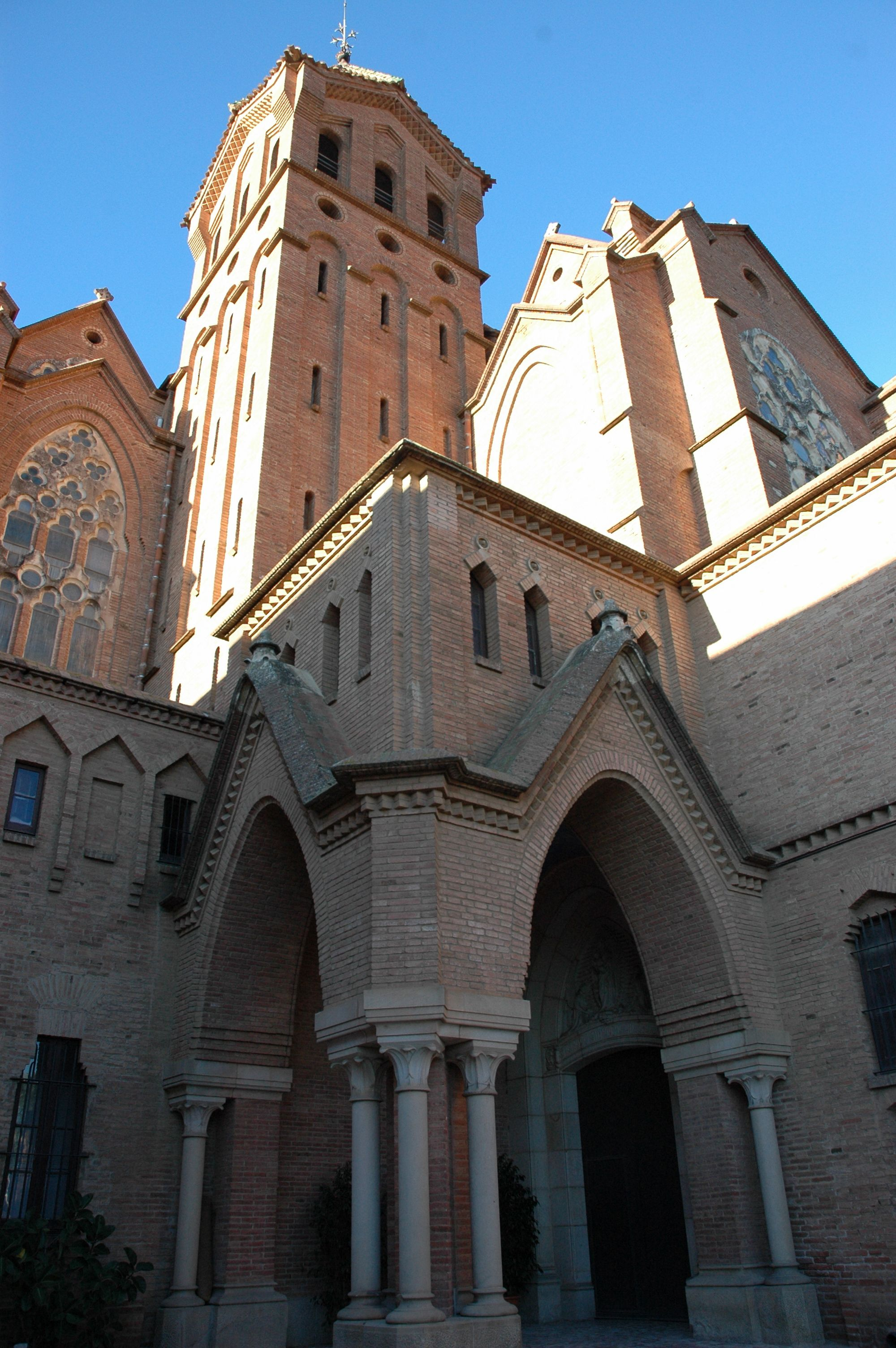
Entrada

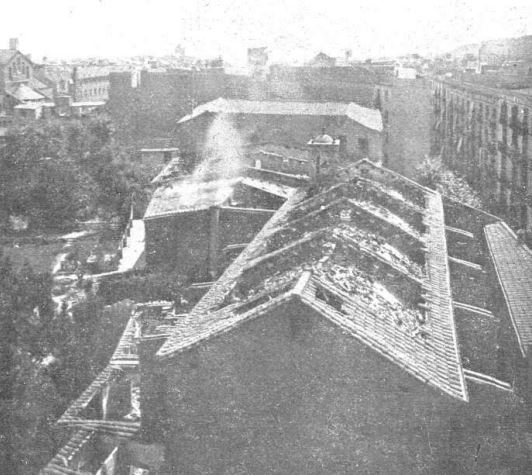
Convent de Natzaret, destruït durant la Setmana Tràgica

L'origen del monestir és l'ermita de Santa Margarida, una capella romànica al costat d'una masia, situada en una vall boscosa de Collserola. Sembla que el 1175 ja hi havia una petita comunitat femenina, de la que no s'especifica la regla que seguia, i el 1226, Berenguer II de Palou cedí el lloc al monestir de Santes Creus de l'orde del Cister per a que hi establís un monestir, que fou inaugurat el 1237. La primera comunitat era formada per 11 monges, amb Berenguera de Cervera com abadessa. A causa de la inseguretat del lloc, considerat com a solitari i agrest, el 1263 les monges van obtenir el permís de Jaume el Conqueridor per a traslladar-se extramurs de Barcelona, prop del portal de Santa Antoni, on construïren un nou monestir, que fou inaugurat el 1269. Una part de la comunitat degué oposar-s'hi, com sembla demostrar la llegenda de l'oposició de la imatge de la Verge al trasllat. El 1308 ja comptava amb 35 monges, i a principi del segle xiv unes 50, la majoria filles de la noblesa ciutadana.
El monestir fou molt afavorit pels reis i els bisbes de Barcelona, que li uniren la parròquia de Sant Esteve de Parets (1291) i de Santa Creu d'Olorda (1416). Com a prova del seu prestigi, el 1395 hi tindria residència el rei Joan el Caçador, i el 1410 hi emmalaltí i morí Martí l'Humà, i, pocs anys després, la seva vídua Margarida de Prades s'hi retirà. També va ser utilitzat com a residència reial per Ferran el Catòlic i la seva mare Joana Enríquez, atès que estava situat prop de la carretera que comunicava Barcelona amb la resta de la Península, essent el portal de Sant Antoni el lloc d'entrada dels reis a la ciutat.
La reforma tridentina afectà molt la vida del monestir, ja que insistí en la clausura i prohibí d'entrar-hi més novícies, fins que el 1599 fou atenuada pel Vaticà gràcies a la intervenció de Felip III de Castella. Durant la Guerra dels Segadors, les monges abandonaren el monestir i es traslladaren dins la ciutat, i el 1652, últim any de la guerra, el monestir fou destruït durant el setge de Barcelona.
El 1674, les monges es traslladaren al conevnt de Santa Maria de Natzaret, priorat depenent de Santa Maria de Poblet, situat al carrer de Natzaret, actualment de Valldonzella. El 1814, el convent fou destruït en bona part pels francesos, i les monges es van haver de refugiar a Mataró, fins que fou reedificat el 1826. El 1835 foren exclaustrades, i el 1847, unes poques hi tornaren. El 1909, durant la Setmana Tràgica, el convent fou incendiat i les monges es refugiaren a la Torre dels Pardals, propietat de la família Valls i Martí.
Finalment, el 1913 es traslladaren a l'actual indret per consell del bisbe Torras i Bages, en un nou monestir projectat per l'arquitecte Bernardí Martorell i Puig, amb la intervenció del contractista Josep Bayó. L'abril del mateix van començar les obres de la capella provisional, però l'església definitiva, dedicada a l'Assumpció no seria inaugurada fins a l'abril del 1919 i consagrada el 1922. El 19 d'octubre del 1911, les monges van comprar al monestir de Sant Cugat un valuós cadiratge del segle xv, que encara es conserva en bon estat.
Actualment, la comunitat és formada per 9 monges, que seguint les regles ora et labora, ofereixen un servei d'hostatgeria i realitzen treballs d'enquadernació.

### Abaciologi[3]
Entre les abadesses rellevants hi ha Berenguera de Cervera (1237-49), Guillema de Sarrià (dades incertes), Sibil·la Desllor (1278-95), Rocabertí Icart (1339-47?), Constança de Cabrera (1403-33), Violant d'Esplugues (1433), Angelina Desplà (1438-68), Violant Sunyal (1468-72), Francesca Sarriera (1473-74), Francesca Joana de Casanova (1476), Caterina Boyl (1478-1503) i Esperança Roca i Roca (1900-1924).

## Descripció
L'església és planta de creu llatina, d'una sola nau de 10 m de llum i 45 m de longitud, coberta amb voltes ogivals nervades quadripartites de cinc trams i amb un transsepte de dos trams. El presbiteri és de planta heptagonal, amb una girola entorn de l'altar major proveït d'un baldaquí, destruït e juliol del 1936. L'interior recorda el gòtic flamenc, però està proveït de diferents elements de l'eclecticisme del principi del segle xx, com els arcs parabòlics i materials com el totxo i la pedra artificial, especialment a la girola. A ls murs s'obren uns magnífics finestrals decorats amb vitralls, també recordant l'arquitectura medieval.
El claustre és de més de 30 m en quadre, proveït d'unes arcades que combinen el totxo vist per les columnes amb pedra artificial a la base i capitells i arcs, també de totxo, a plec de llibre i perfil escarser. Alguns capitells i les rajoles valencianes per a la Sala Capitular foren reaprofitats de l'antic monestir.